# Sambas de Enredo 2023: Grupo Especial (Vitória - ES)
Sambas de Enredo 2023: Grupo Especial (Vitória - ES) é um álbum com os samba-enredo das sete escolas de samba do Grupo Especial do Carnaval de Vitória para os desfiles de 2023. Foi lançado nas principais plataformas de streaming de áudio online, no dia 13 de janeiro de 2023. Produzido e dirigido por Glaydson Santos, o álbum foi gravado no Estúdio dOn! em Vitória no Espírito Santo.
Como campeã dos desfiles de 2022, a Novo Império abre o álbum com um enredo fictício sobre os impérios e rainhas ao redor do mundo. Como vice-campeã, a segunda faixa do álbum é da Mocidade Unida da Glória, que veio com um enredo contando sobre a história, cultura e povoação da cidade de Colatina, localizada ao noroeste do Espírito Santo, contando também sua história de emancipação e seus pontos fortes no mercado nacional, como a indústria têxtil e o café. Tomando a terceira faixa, está a Andaraí, que cantou no Sambão do Povo a luta diária dos povos nordestinos, também representando sua cultura, crenças e a esperança que o povo tem.
A quarta faixa, é da Independente de Boa Vista, com um enredo exaltando os grandes nomes da comédia nacional. A faixa seguinte, é da Unidos de Jucutuquara, o enredo, cantava a história dos retirantes nordestinos, que largavam tudo no nordeste brasileiro para vir para o Espírito Santo em busca de uma vida melhor na cidade grande, sendo uma dessas histórias, a de um retirante que foi ao estado, e construiu um legado de amor com o lugar. Seguindo, vem a Unidos da Piedade, que homenageou São Benedito, padroeiro do pavilhão da escola, que é conhecido na comunidade carinhosamente como "Bino Santo", o objetivo do enredo era mostrar a importância do santo na construção da cultura popular na cidade, além de cantar também as lutas e mistérios do morro da Fonte Grande. A última faixa é da Chegou o Que Faltava, que conta as lendas e mitos que envolvem o estado do Espírito Santo, como a Ilha da Trindade.

Alegoria que estampa a capa do álbum

## Capa
Tradicionalmente, a capa do álbum é uma foto de alguma parte do desfile campeão no último campeonato, sendo assim, a Novo Império estampa o álbum.

## Faixas
Tradicionalmente, as faixas seguem a ordem da classificação do carnaval anterior, sendo assim, a primeira faixa é da campeã Novo Império e a segunda da vice-campeã Mocidade Unida da Glória e assim segue. A última faixa, é da escola que subiu do grupo de acesso para o grupo especial no último carnaval, sendo assim, a Chegou o Que Faltava é quem fecha o álbum.
| N.º            | Título | Compositor(es) | Intérpretes e participações | Duração |  |
| 1.             | "Imperium - Abram Alas para Vossas Majestades" (Novo Império)                                             | Rogério Barbosa, João Machado, Renilson Rodrigues e Kleber Simpatia | Kleber Simpatia             | 7:14    |  |
| 2.             | "A Caminho das Terras do Sol Poente" (Mocidade Unida da Glória)                                           | Diego Nicolau e Dudu Nobre | Ricardinho da MUG           | 5:47    |  |
| 3.             | "Carlos Magno e Os Doze Pares de França! Imperador do Sertão, Soberano da Esperança" (Andaraí)            | João Machado, Renilson Rodrigues, Lauro e Thadeu | Lauro da Andaraí            | 4:53    |  |
| 4.             | "Humor Tanto Riso Oh Quanta Alegria... No Tom da Canção a Boa Vista Contagia" (Independente de Boa Vista) | Emerson Xumbrega, Ciraninho de Castro, Noca da Portela, Flavinho Bento, Bid do Cavaco, Marcelo Adnet, Noca Neto, Milton Carvalho e Tinoco Tinoco                                              | Emerson Xumbrega            | 6:01    |  |
| 5.             | "Onde Ocê Foi Morar?" (Unidos de Jucutuquara)                                                             | Leandro Maciel, Rafael Mikaiá, Rico Bernardes, Roberth Melodia, Fernando Brito, Daniel Barbosa, Cassius Macaé, Thiago Meiners, Lucas Rigonato, Gigi da Estiva, Roni Alencastre e Danilo Cezar | Danilo Cezar                | 6:31    |  |
| 6.             | "Bino Santo e as Lutas que Ecoam no Morro" (Unidos da Piedade)                                            | Thiago Brito, Thiago Meiners, Rafael Mikaiá e Vitor Jaime |                             | 6:08    |  |
| 7.             | "O Tesouro Que Faltava" (Chegou o Que Faltava)                                                            | Rafael Mikaiá | Marcinho Diola              | 5:21    |  |
| Duração total: | Duração total:                                                                                            | Duração total: | Duração total:              | 41:56   |  |